# Gerard Hermans

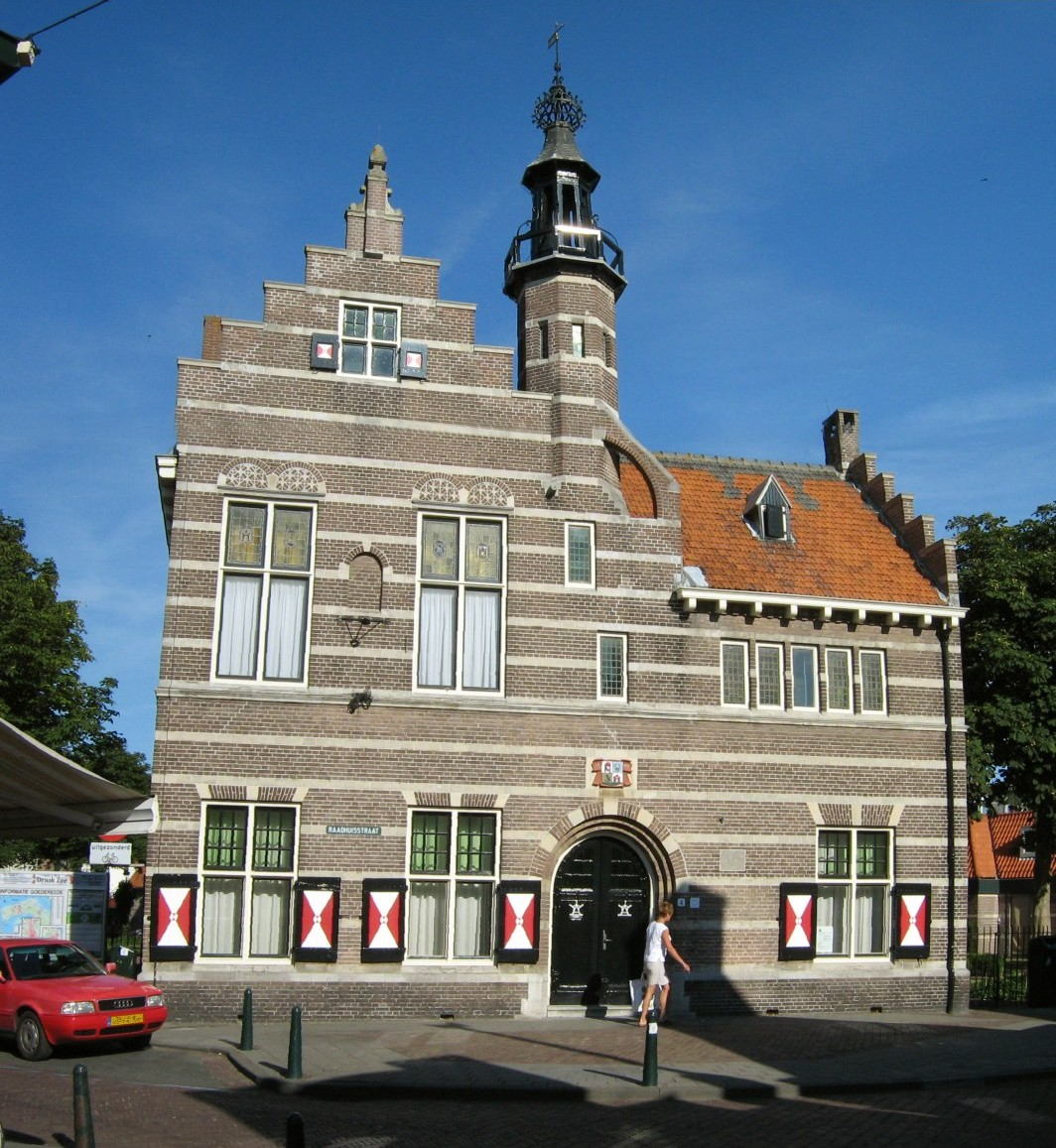
Het raadhuis van de voormalige gemeente Ouddorp

Gerard Hermans (Brielle, 24 augustus 1910 – Neuengamme, 18 april 1945) was burgemeester van de toenmalige gemeenten Ouddorp en Rijnsburg.

## Ouddorp
Op jonge leeftijd wordt Hermans op 1 januari 1942 geïnstalleerd als burgemeester van de toenmalige gemeente Ouddorp, als opvolger van burgemeester W. Geleedst. Na korte tijd wordt hij in Ouddorp een populaire man. Vanwege zijn houding t.o.v. de Duitse bezetter wordt hij reeds op 14 augustus 1942 afgezet. Binnen 24 uur moet hij de gemeente Ouddorp verlaten. Hermans wordt opgevolgd door NSB-burgemeester Ph.A.J. Schipper uit Ede.

## Rijnsburg
Ondanks zijn gedwongen vertrek uit Ouddorp wordt hem wel een nieuwe post aangeboden, namelijk burgemeester van de toenmalige gemeente Rijnsburg. 
Ook hier wordt hij door de bevolking zeer gewaardeerd. Hij verleende door middel van waarschuwingen en verstrekking van identiteitsbewijzen zijn medewerking aan verzetsgroepen in de omgeving. Door verraad wordt zijn medewerking aan het verzet bekend bij de Gestapo. Op 4 maart 1944 wordt hij gearresteerd en naar Scheveningen overgebracht. Na Dolle Dinsdag wordt hij op transport gesteld naar Wöblingen, een onderdeel van concentratiekamp Neuengamme, waar hij op 18 april 1945 aan longontsteking is overleden. In het inmiddels bevrijdde Rijnsburg wordt na het bekend worden van zijn overlijden de vlag halfstok gehangen.

## Trivia
- Zowel Ouddorp als Rijnsburg hebben een straat naar hun oud-burgemeester vernoemd.